# Serenade (Schiff)
Die Serenade war ein Kreuzfahrtschiff der zypriotischen Reederei Louis Cruise Lines, das 1957 als Linienpassagierschiff unter dem Namen Jean Mermoz in Dienst gestellt wurde. Die Serenade blieb bis zum April 2008 im Dienst und galt zuletzt als eines der ältesten Passagierschiffe der Welt. Im April 2008 wurde sie nach über 50 Dienstjahren ausgemustert und zum Abbruch nach Indien verkauft.

## Geschichte

### Jean Mermoz
Die Jean Mermoz wurde unter der Baunummer D17 als eines von zwei Schwesterschiffen bei Chantiers de l’Atlantique in Saint-Nazaire gebaut und am 17. November 1956 vom Stapel gelassen. Namensgeber des Schiffes war der bekannte französische Post- und Atlantikflieger Jean Mermoz (1901–1936), der mit seiner Postmaschine über dem Südatlantik verschollen war. Im Mai 1957 wurde das Schiff an die Cie. de Navigation Fraissinet et Cyprien Fabre abgeliefert und im selben Monat auf der Strecke von Marseille nach Pointe-Noire in Dienst gestellt. Ihr Schwesterschiff war die bereits 1953 in Dienst gestellte General Mangin.
1965 ging die Jean Mermoz in den Besitz der Nouvelle Cie de Paquebots über, blieb jedoch weiterhin im Liniendienst nach Pointe-Noire.

### Mermoz

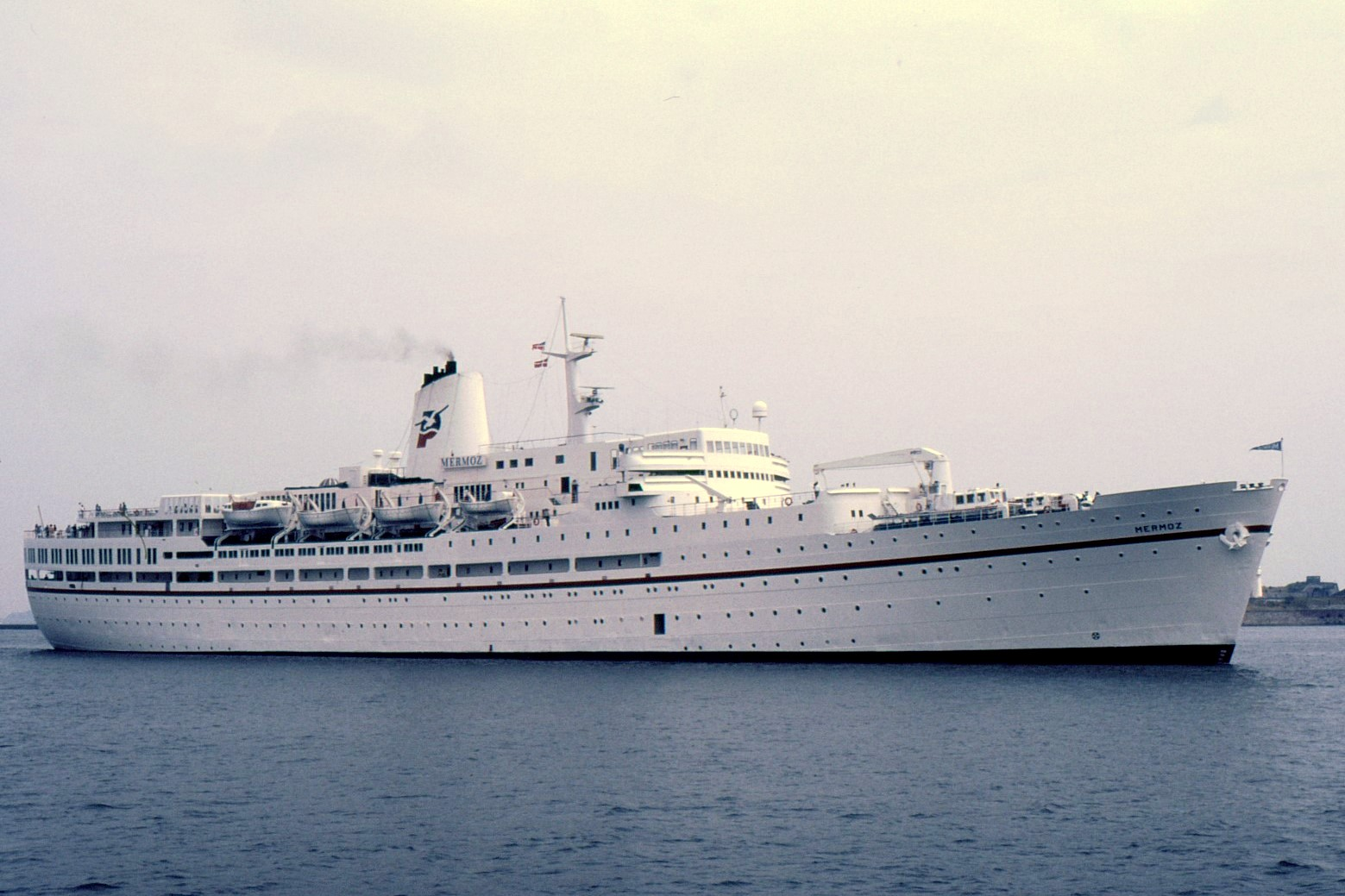
Als Mermoz vor Kopenhagen, Juli 1986

1970 wurde das Schiff erneut verkauft und in Mermoz umbenannt. Neuer Eigner war das Kreuzfahrtunternehmen Paquet Cruises, die das Schiff in der Werft von T. Mariotti in Genua für Kreuzfahrten umbauen ließen. Das Erscheinungsbild des Schiffes veränderte sich durch den Umbau stark, da unter anderem zusätzliche Aufbauten für eine höhere Passagierkapazität hinzugefügt wurden. Die Tonnage erhöhte sich von 12.460 auf 14.173 BRT, die Anzahl der Passagiere von 394 auf 757. Außerdem wurde der Rumpf von 160,01 auf 162,01 Meter verlängert. Im September 1970 absolvierte die Mermoz schließlich ihre erste Kreuzfahrt.
Auf dem Schiff wurde im Jahre 1971 der Film Der Kapitän mit Heinz Rühmann gedreht. Im Film erhielt das Schiff den Namen Julia.
Am 31. Dezember 1975 strandete die Mermoz vor Belize, konnte jedoch wieder freigeschleppt werden. Nur knapp zwei Wochen später ereignete sich der nächste Vorfall, als das Schiff während einer Kreuzfahrt für kurze Zeit den Antrieb verlor. 1988 wurde die Mermoz an Prestige Cruises verkauft.

### Serenade
Das Schiff blieb für weitere 11 Jahre im Dienst, bis es im November 1999 an die Louis Cruise Line verkauft und in Serenade umbenannt wurde. Im Juli 2001 diente die Serenade während des G8-Gipfels in Genua als Hotelschiff. Eine weitere Nutzung als Hotelschiff in Genua während des NATO-Gipfels zwei Monate später blieb aufgrund der Terroranschläge am 11. September 2001 unverwirklicht.
Im Oktober 2003 wurde die Serenade kurzzeitig außer Dienst gestellt und in Eleusis aufgelegt, bis sie im Frühjahr 2004 wieder in den Dienst zurückkehrte. Im Juli 2006 war das Schiff an der Evakuierung australischer Touristen aus dem Libanon beteiligt.
Im April 2008 wurde die seit mittlerweile 51 Jahren in Dienst stehende Serenade ausgemustert und zum Abwracken ins indische Alang verkauft. Im Mai 2008 begann das Schiff unter dem Überführungsnamen Serena im Schlepp seine letzte Fahrt zur Abbruchwerft, wo es am 14. Juni 2008 eintraf.